# Прищеповщина
«Прищеповщина» (бел. Прышчэпаўшчына) — так назвали авторы обвинительных статей, а также следователи НКВД аграрную политику, проводимую в 1920-х годах в Белоруссии наркомом земледелия Д. Ф. Прищеповым под лозунгом «Белоруссия — красная Дания» и состоявшую в свободе выбора крестьянами форм землепользования, размещении крестьянских хозяйств на хуторах.

## История
Согласно идее Прищепова: «Беларусь в развитии сельского хозяйства должна идти по пути Дании и должна стать Данией на Востоке Европы».
К 1925 году около 25 % крестьянских хозяйств БССР размещалось на хуторах. Народный комиссариат составил Пятилетний перспективный план развития лесного и сельского хозяйства БССР на 1925—1929 годы, предусматривавший ненасильственное переселение на хутора и в мелкие посёлки 130 000 крестьянских хозяйств.
В 1927 году в СССР возник кризис хлебозаготовок, по Белоруссии план был выполнен только на 71,5 %, так как он был существенно завышен. Для того, чтобы взять хлеб у крестьянства и получить средства для индустриализации, стал рассматриваться план перевода сельского хозяйства на путь крупного обобществлённого производства.
В мае 1929 года Политбюро ЦК ВКП(б) направило в Белорусскую ССР с инспекцией партийную комиссию, в выводах которой было сказано, что в БССР ощущается «кулацкое наступление», содержание которого приняло «национальные формы». Деятельность Прищепова была охарактеризована как «насаждение кулацких единоличных хозяйств», его также обвинили в недооценке сложной машинной техники, перспектив колхозно-совхозного строительства.
В 1930 году Прищепов был арестован по делу о «Союзе освобождения Белоруссии» и осуждён на 10 лет, в 1939 году повторно осуждён и приговорён к расстрелу. Впоследствии 14 июня 1988 года был реабилитирован.
Борьба с «правым уклоном» сопровождалась политикой коллективизации, раскулачиванием. 6 января 1930 года пленум ЦК КП(б)Б принял решение коллективизировать 75-80 % крестьянских хозяйств. 10 февраля 1930 года ЦК КП(б)Б направил в ЦК ВКП(б) записку, в которой просил включить Белоруссию в число районов сплошной коллективизации.
В советских источниках «Прищеповщина» описывается как «правоуклонистская деятельность», «расселение крестьян на хуторах, укрепление индивидуальных хозяйств путём предоставления им льгот, то есть искусственное возрождение кулачества».